# Óscar Marín
Oscar Marín Socías (Iquique, 11 de abril de 1905 - Viña del Mar, 24 de mayo de 1990) es un político y médico cirujano chileno, diputado por la la 6º Agrupación Departamental de la Provincia de Valparaíso desde 1971 hasta 1973.
Se tituló de Médico Cirujano de la Universidad de Chile en 1931. Una vez egresado, asumió la jefatura del Servicio de Medicina Preventiva de la Caja de Previsión de Empleados Particulares.
Inició sus actividades políticas al incorporarse al Partido Radical en 1931. En 1966 postuló en la elección complementaria de un diputado en Valparaíso, apoyado por el Partido Liberal y el Partido Conservador Unido, perdiendo la elección; ese mismo año renunció a su militancia radical.
A partir de 1966 fue simpatizante democratacristiano.  En 1970 fue generalísimo de los independientes porteños en favor de la candidatura de Radomiro Tomic. En 1971 es nuevamente candidato a una elección complementaria, para llenar el cupo vacante por la muerte de la diputada Graciela Lacoste Navarro. Siendo elegido con el apoyo de su partido y del Partido Nacional, siendo la primera vez que el PDC y el PN se unían, formando más tarde la Confederación de la Democracia (CODE).

## Historial electoral

### Elección complementaria de 1971
- Elección de diputado por la Provincia de Valparaíso, 18 de julio de 1971[1]